# درونکلاشرقی
درونکلاشرقی، روستایی از توابع بخش بابل‌کنار شهرستان بابل در استان مازندران ایران است.

## جمعیت
این روستا در دهستان بابل‌کنار قرار دارد و بر اساس سرشماری مرکز آمار ایران در سال ۱۳۸۵، جمعیت آن ۲٬۰۰۷ نفر (۵۵۱خانوار) بوده‌است.